# Халид ибн Сауд Аль Сауд
Халид ибн Сауд Аль Сауд (араб. خالد بن سعود بن عبد العزيز آل سعود‎ 1925 или 15 января 1926 — 7 июля 2020) — саудовский принц, член династии Аль Сауд, первый командующий Национальной Гвардией Саудовской Аравии из династии Аль Сауд.

## Биография
Принц Халид ибн Сауд Аль Сауд родился в Мекке, в семье будущего короля Сауда и его жены Джамилы Ассад Ибрагим Мари. Он учился в начальной школе в Таифе и средней школе в Эр-Рияде.
Закончил университет, получив степень бакалавра.
Принц начал работу, как советник отца. В июне 1957 года Халид ибн Сауд возглавил Саудовскую Национальную Гвардию, в этой должности он был до 1959 года, пока его не сменил старший брат принц Саад. С 1959 по 1969 год он был директором Университета короля Сауда.
С 1969 по 1992 год Халид ибн Сауд был заместителем губернатора города Янбу.
Ушёл из политики в возрасте около 70 лет.
Умер 7 июля 2020 года в возрасте 94 лет.

## Жёны и дети
Имел 5 жён, одной из жён была принцесса Аль Ануд, дочь принца Мухаммеда и его двоюродная сестра, от неё имел дочь, принцессу Ахуд (род. 1974).
Ещё две его жены — Шамс аль-Баруди и Сухаир Рамзи были египетскими актрисами, с ними он развёлся, с Шамс через 3 месяца, а с Сухаир через год.
Ещё одной женой была Маха бинт Мосхен аль Шариф.
Певица Сабах была его женой, с ней он развёлся через месяц.